# Ronda 5 de GP2 Series de 2009
A ronda em Nürburgring foi a quinta do campeonato GP2 Series em 2009. O piloto alemão Nico Hülkenberg dominou nesta ronda, obtendo a pole position para a Corrida Feature e ganhando as duas corridas disputadas.

## Resultados

### Corrida 1

#### Qualificação[1]
| Pos | Piloto              | Equipa                        | Tempo     | Diferença |
| --- | ------------------- | ----------------------------- | --------- | --------- |
| 1   | Nico Hülkenberg     | ART Grand Prix                | 1m38.161s | —         |
| 2   | Roldán Rodríguez    | Piquet GP                     | 1m38.250s | +0.089s   |
| 3   | Lucas di Grassi     | Fat Burner Racing Engineering | 1m38.320s | +0.159s   |
| 4   | Pastor Maldonado    | ART Grand Prix                | 1m38.618s | +0.457s   |
| 5   | Javier Villa        | Super Nova Racing             | 1m38.733s | +0.572s   |
| 6   | Andreas Zuber       | FMS International             | 1m38.852s | +0.691ss  |
| 7   | Vitaly Petrov       | Barwa Addax Team              | 1m38.888s | +0.727s   |
| 8   | Diego Nunes         | iSport International          | 1m38.924s | +0.763s   |
| 9   | Álvaro Parente      | Ocean Racing Technology       | 1m39.014s | +0.853s   |
| 10  | Edoardo Mortara     | Telmex Team Arden             | 1m39.018s | +0.857s   |
| 11  | Sergio Pérez        | Telmex Team Arden             | 1m39.094s | +0.933s   |
| 12  | Luca Filippi        | Super Nova Racing             | 1m39.105s | +0.944s   |
| 13  | Alberto Valerio     | Piquet GP                     | 1m39.114s | +0.953    |
| 14  | Romain Grosjean     | Barwa Addax Team              | 1m39.122s | +0.961s   |
| 15  | Kamui Kobayashi     | DAMS                          | 1m39.301s | +1.140s   |
| 16  | Karun Chandhok      | Ocean Racing Technology       | 1m39.345s | +1.184s   |
| 17  | Dani Clos           | Fat Burner Racing Engineering | 1m39.354s | +1.193s   |
| 18  | Michael Herck       | DPR                           | 1m39.439s | +1.278s   |
| 19  | Jérôme d'Ambrosio   | DAMS                          | 1m39.441s | +1.280s   |
| 20  | Davide Valsecchi    | Durango                       | 1m39.480s | +1.319s   |
| 21  | Giedo van der Garde | iSport International          | 1m39.774s | +1.613s   |
| 22  | Franck Perera       | DPR                           | 1m40.509s | +2.348s   |
| 23  | Rodolfo González    | Trident Racing                | 1m40.703s | +2.542s   |
| 24  | Nelson Panciatici   | Durango                       | 1m40.848s | +2.687s   |
| 25  | Ricardo Teixeira    | Trident Racing                | 1m41.613s | +3.452s   |
| 26  | Luiz Razia          | FMS International             | 1m41.969s | +3.808s   |

#### Resultado[5]
| Pos      | Piloto              | Equipa                        | Voltas | Tempo/Aband. | Grelha | Pontos |
| -------- | ------------------- | ----------------------------- | ------ | ------------ | ------ | ------ |
| 1        | Nico Hülkenberg     | ART Grand Prix                | 35     | 1h00m10.875s | 1º     | 10     |
| 2        | Roldán Rodríguez    | Piquet GP                     | 35     | +13.931s     | 2º     | 8      |
| 3        | Andreas Zuber       | FMS International             | 35     | +21.765s     | 6º     | 6      |
| 4        | Vitaly Petrov       | Barwa Addax Team              | 35     | +29.116s     | 7º     | 5      |
| 5        | Javier Villa        | Super Nova Racing             | 35     | 31.534s      | 5º     | 4      |
| 6        | Álvaro Parente      | Ocean Racing Technology       | 35     | +48.000s     | 9º     | 3      |
| 7        | Lucas di Grassi     | Fat Burner Racing Engineering | 35     | +50.366s     | 3º     | 2      |
| 8        | Sergio Pérez        | Telmex Team Arden             | 35     | +51.117s     | 11º    | 1      |
| 9        | Kamui Kobayashi     | DAMS                          | 35     | +1m04.414s   | 15º    |        |
| 10       | Jérôme d'Ambrosio   | DAMS                          | 35     | +1m05.226s   | 19º    |        |
| 11       | Karun Chandhok      | Ocean Racing Technology       | 35     | +1m09.066s   | 16º    |        |
| 12       | Giedo van der Garde | iSport International          | 35     | +1m09.909s   | 21º    |        |
| 13       | Davide Valsecchi    | Durango                       | 35     | +1m15.106s   | 20º    |        |
| 14       | Michael Herck       | DPR                           | 35     | +1m15.721s   | 18º    |        |
| 15       | Rodolfo González    | Trident Racing                | 35     | +1m22.721s   | 23º    |        |
| 16       | Dani Clos           | Fat Burner Racing Engineering | 34     | + 1 volta    | 17º    |        |
| 17       | Edoardo Mortara     | Telmex Team Arden             | 34     | + 1 volta    | 10º    |        |
| 18       | Romain Grosjean     | Barwa Addax Team              | 33     | + 2 voltas   | 14º    |        |
| 19       | Nelson Panciatici   | Durango                       | 33     | + 2 voltas   | 24º    |        |
| 20 (Ret) | Alberto Valerio     | Piquet GP                     | 24     | DNF          | 13º    |        |
| 21 (Ret) | Franck Perera       | DPR                           | 21     | DNF          | 22º    |        |
| 22 (Ret) | Diego Nunes         | iSport International          | 10     | DNF          | 8º     |        |
| 23 (Ret) | Pastor Maldonado    | ART Grand Prix                | 10     | DNF          | 4º     |        |
| 24 (Ret) | Ricardo Teixeira    | Trident Racing                | 6      | DNF          | 25º    |        |
| 25 (Ret) | Luca Filippi        | Super Nova Racing             | 0      | DNF          | 12º    |        |
| 26 (Ret) | Luiz Razia          | FMS International             | 0      | DNF          | 26º    |        |

### Corrida 2

#### Grelha de Partida
A grelha de partida para a Corrida 2 é definida pela classificação final da Corrida 1, com os oito primeiros classificados em posições invertidas. Contudo, foram impostas penalizações a 3 pilotos por incidentes na Corrida 1. Alberto Valerio partiu de 21º, Romain Grosjean partiu de 22º e Pastor Maldonado partiu de 26º. Assim, outros pilotos subiram na grelha de partida. Nelson Panciatici partiu de 18º, Franck Perera iniciou a corrida no 19º posto, Diego Nunes partiu de 20º, Ricardo Teixeira arrancou de 23º, Luca Filippi largou de 24º e Luiz Razia largou do 25º posto. 

#### Resultado[7]
| Pos      | Piloto              | Equipa                        | Voltas | Tempo/Aband. | Grelha | Pontos |
| -------- | ------------------- | ----------------------------- | ------ | ------------ | ------ | ------ |
| 1        | Nico Hülkenberg     | ART Grand Prix                | 24     | 46m49.622s   | 8º     | 6      |
| 2        | Álvaro Parente      | Ocean Racing Technology       | 24     | +26.454s     | 3º     | 5      |
| 3        | Kamui Kobayashi     | DAMS                          | 24     | +33.501s     | 9º     | 4      |
| 4        | Vitaly Petrov       | Barwa Addax Team              | 24     | +33.688s     | 5º     | 3      |
| 5        | Romain Grosjean     | Barwa Addax Team              | 24     | +44.754s     | 22º    | 2      |
| 6        | Javier Villa        | Super Nova Racing             | 24     | +50.075s     | 4º     | 1      |
| 7        | Jérôme d'Ambrosio   | DAMS                          | 24     | +52.520s     | 10º    |        |
| 8        | Dani Clos           | Fat Burner Racing Engineering | 24     | +53.961s     | 16º    |        |
| 9        | Pastor Maldonado    | ART Grand Prix                | 24     | +56.954s     | 26º    |        |
| 10       | Davide Valsecchi    | Durango                       | 24     | +1m14.361s   | 13º    |        |
| 11       | Diego Nunes         | iSport International          | 24     | +1m29.582s   | 20º    |        |
| 12       | Michael Herck       | DPR                           | 24     | +1m33.086s   | 14º    |        |
| 13       | Nelson Panciatici   | Durango                       | 24     | +1m34.670s   | 18º    |        |
| 14       | Luiz Razia          | FMS International             | 24     | 1m35.180s    | 25º    |        |
| 15       | Ricardo Teixeira    | Trident Racing                | 24     | +1m39.570s   | 23º    |        |
| 16       | Franck Perera       | DPR                           | 23     | + 1 volta    | 19º    |        |
| 17       | Alberto Valerio     | Piquet GP                     | 23     | + 1 volta    | 21º    |        |
| 18       | Luca Filippi        | Super Nova Racing             | 22     | + 2 voltas   | 24º    |        |
| 19       | Rodolfo González    | Trident Racing                | 22     | + 2 voltas   | 15º    |        |
| 20       | Sergio Pérez        | Telmex Team Arden             | 21     | + 3 voltas   | 1º     |        |
| 21 (Ret) | Roldán Rodríguez    | Piquet GP                     | 14     | DNF          | 7º     |        |
| 22 (Ret) | Andreas Zuber       | FMS International             | 11     | DNF          | 6º     |        |
| 23 (Ret) | Edoardo Mortara     | Telmex Team Arden             | 7      | DNF          | 17º    |        |
| 24 (Ret) | Giedo van der Garde | iSport International          | 1      | DNF          | 12º    |        |
| 25 (Ret) | Lucas di Grassi     | Fat Burner Racing Engineering | 0      | DNF          | 2º     |        |
| 26 (Ret) | Karun Chandhok      | Ocean Racing Technology       | 0      | DNF          | 11º    |        |

## Tabela do campeonato após a ronda
Observe que somente as cinco primeiras posições estão incluídas na tabela.
| Pos | Var     | Piloto           | Pontos |
| --- | ------- | ---------------- | ------ |
| 1   | Aumento | Nico Hülkenberg  | 46     |
| 2   | Baixa   | Romain Grosjean  | 42     |
| 3   | Baixa   | Vitaly Petrov    | 41     |
| 4   | Baixa   | Pastor Maldonado | 26     |
| 5   | Estável | Lucas di Grassi  | 26     |

| Pos | Var     | Construtor                    | Pontos |
| --- | ------- | ----------------------------- | ------ |
| 1   | Estável | Barwa Addax Team              | 83     |
| 2   | Estável | ART Grand Prix                | 72     |
| 3   | Estável | Fat Burner Racing Engineering | 26     |
| 4   | Aumento | Super Nova Racing             | 25     |
| 5   | Baixa   | DAMS                          | 25     |

## Ver Também
- Nürburgring